# 美濃部ゆう
美濃部 ゆう（みのべ ゆう、1990年2月23日 - ）は、日本の元体操選手。東京都出身。筑波大学附属小学校、戸田市立新曽中学校、藤村女子高等学校、日本女子大学卒業。戸田市スポーツセンター出身。朝日生命体操クラブ所属。妹は同じ体操選手の美濃部さゆり。

## 略歴
- 戸田市スポーツセンター在籍時の2005年に全日本選手権団体で総合優勝し、その後朝日生命体操クラブに移籍。
- 2007年に全日本では種目別の平均台で優勝。2008年にNHK杯女子個人総合で3位入賞を果たし、北京オリンピック代表に選ばれる。2012年にロンドンオリンピック体操女子団体日本代表。
- 2016年にリオオリンピック代表を逃し、引退。カナダのクラブで指導法や語学を学んでいた[1]。2019年8月30日に全日本ジュニア選手権で現役復帰[2]。
- 山梨県に移住[3]。現在はNPO法人アストリースポーツクラブのアドバイザー[4]・2021年7月から山梨放送番組審議会の委員を務めている[5]。